# Kedungneng
Kedungneng is een bestuurslaag in het regentschap Brebes van de provincie Midden-Java, Indonesië. Kedungneng telt 5233 inwoners (volkstelling 2010).